# Niki Humml
Nikolaus "Niki" Humml, född 4 november 2007, är en österrikisk backhoppare.

## Karriär
I februari 2023 gjorde Humml sin debut i Alpen Cup och slutade på 41:a samt 44:e plats i Kranj. Humml tog sina första poäng i tävlingen den 9 september 2023 då han slutade på 21:a plats i Liberec. I oktober 2023 tävlade Humml för första gången i FIS-cupen och slutade på 30:e samt 38:e plats i Villach.
I januari 2024 tog Humml silver individuellt och brons i den mixade lagtävlingen vid olympiska vinterspelen för ungdomar i Gangwon.